# Gérard Étienne
 (septembre 2014).
Pour les articles homonymes, voir Étienne.
Œuvres principales
Le Nègre crucifié, un ambassadeur macoute à Montréal, la reine soleil Levée, une femme muette...etc...
Compléments
La Pacotille. Monsieur le Président, Le Bacoulou 2.
Gérard Vergniaud Étienne (né le 28 mai 1936 à Cap-Haïtien en Haïti et mort le 14 décembre 2008 à Montréal, au Québec) était un poète, écrivain, linguiste et journaliste.

## Biographie

### Haïti
Gérard Vergniaud Étienne quitte à 15 ans le foyer paternel. Il proteste ainsi contre la violence que son père fait subir à sa mère car celle-ci ne partage pas ses croyances  vaudou. Gérard Étienne restera terriblement marqué par cette période de sa vie. Il part pour  Port-au-Prince. Très vite, il participe à une insurrection contre le gouvernement despotique de Paul E. Magloire. Arrêté en compagnie de Luc B. Innocent et de Windsor K. Laferrière, il est emprisonné et torturé une première fois. Disciple du marxiste haïtien, le grand romancier et médecin Jacques Stephen Alexis, il participe à un complot contre le gouvernement de François Duvalier ("Papa Doc'"). Il est arrêté puis torturé une nouvelle fois (il est alors âgé de 23 ans). La prison et la torture le marquent profondément, mais il trouve la force de faire des études classiques en Haïti, d'enseigner dans de prestigieux collèges et d'amorcer une carrière de journaliste. 
À 13 ans, il rédige ses premiers poèmes qu'il interprète à la radio. À l'âge de 16 ans, il achève un premier livre de poésie. Puis il publie coup sur coup Au milieu des larmes (1960), Plus large qu'un rêve (1960), La raison et mon amour (1961), Essai sur la négritude (1962) et Le nationalisme dans la littérature haïtienne (1963). Il fonde le groupe culturel Samba qui devait devenir Haïti-littéraire. Parallèlement à sa vie d'écrivain, il enseigne dans des collèges et au lycée. Il est en même temps critique littéraire et reporter aux quotidiens Le Nouvelliste (1961-1962) et Panorama (1962-1964). Gérard Étienne a aussi suivi parallèlement une trajectoire artistique et militaire, particulièrement à la Société des Messagers de l'art (1963) et au Corps d'Aviation où, cadet de l'air, il est affecté au département de météorologie (1955-1957). 
En 1958, il entreprend simultanément une carrière de journaliste, de professeur et d'écrivain. Avec la parution de son premier recueil de poésie, il se retrouve à la tête de plusieurs mouvements culturels et littéraires dans son pays. À la suite d'une longue détention dans les prisons de Duvalier, il s'exile au Québec en août 1964.

### Québec et Nouveau-Brunswick
Débarqué à Montréal, il enseigne au Lycée Da Silva (1964-1965) et travaille comme reporter au quotidien "Métro Express" et au journal "Quartier Latin". Au cours de ses études en lettres à l'Université de Montréal (1964-1970), il travaille en usine puis comme infirmier à l'Hôtel-Dieu de Montréal. Il enseigne au Collège de Matane (1968-1970) et collabore au journal La Voix canadienne. Il publie en 1965 son premier livre au Canada, "Lettres à Montréal". Depuis, il ne cesse de publier poésies et récits. Son œuvre figure dans plusieurs anthologies françaises et haïtiennes. Ces romans ont été traduits en anglais, en portugais et en allemand.
Pendant ses premières années au Canada, il se convertit au judaïsme et épouse Natania Feuerwerker, la fille du rabbin David Feuerwerker et de la rabbine Antoinette Feuerwerker. Il a eu deux enfants avec Natania Feuerwerker: Joël et Michaëlla. Ces derniers ont eu six petits-enfants: Gabriella, Zachary, Raphaella, Emmanuelle, Annaelle, Ariel.
Il détient un baccalauréat ès arts et une licence ès lettres de l'Université de Montréal (1968), ainsi qu'un doctorat en linguistique de l'Université de Strasbourg (1974).   
Il est rédacteur en chef de la revue Lettres et Écritures de la Faculté des lettres de l'Université de Montréal de 1967 à 68 et de la revue de l'Université de Moncton de 1974 à 1980. Il a également collaboré au quotidien Le Matin et aux hebdomadaires "Le Voilier" et Le Moniteur acadien. Depuis 1971 jusqu'à sa retraite en 2001, il est professeur à l'Université de Moncton au Nouveau-Brunswick, où il enseigne le journalisme. En 1979, il y fonde le module information/communication. Il est aussi le fondateur du Théâtre de Matane.
Il collabore au journal "Le Devoir" de 1972 à 1987 et il est éditorialiste au quotidien Le Matin (1986-1987). 
Malgré deux comas et une opération au cerveau, il continue à écrire à l'hebdomadaire "Le Voilier" (1987-1989). En 1993, quelques instants avant qu'il ne soit l'invité de l'émission de Denise Bombardier "Raison Passion", une agression physique d'ordre politique lui fait comprendre l'étendue du combat qu'il lui reste à mener contre ce qu'il appelle alors les "féodaux" haitiens (voir "L'Injustice, la désinformation, le mépris de la loi"). Depuis cette date, Gérard Étienne collabore au journal Haïti-Observateur et poursuit sa lutte pour un changement démocratique durable dans son pays d'origine. À ce titre, il publie en 2008 aux Éditions du Marais une pièce de théâtre sans concessions, "Monsieur Le Président". La pièce est montée par la troupe de comédiens Racine. Elle est jouée au Théâtre Stanislas d'Outremont au mois d'avril 2008, et les cinq représentations sont couronnées de succès . 
Plusieurs de ses titres ont été traduits en langues étrangères. L'écrivain a aussi suivi une carrière scientifique. Il a fondé une nouvelle discipline en sciences humaines, l'anthroposémiologie. Ces deux essais sur le sujet ont été salués par la critique au Québec et dans le monde francophone. Plusieurs autres études savantes en linguistique et en sémiologie sont venues s'ajouter depuis à l'œuvre de Gérard Étienne (voir liste plus bas).
Le fonds d’archives de Gérard Étienne (P1002) est conservé au centre BAnQ Vieux-Montréal de Bibliothèque et Archives nationales du Québec.

## Prix et distinctions
Gérard Étienne reçoit en 1991 la médaille de l'Association des écrivains de la Guadeloupe. Il est nommé personnalité de l'année en Acadie (catégorie finaliste) en 1992. Il reçoit le prix du meilleur éditorialiste (éditorial du Voilier) en 1988 et le Prix de la meilleure émission radio communautaire en 1994, pour Apprenons à nous connaître (CKUM-FM). Il obtient en 1996 le certificat d'honneur Maurice Cagnon du Conseil international d'études francophones (CIEF) et la médaille d'or La Renaissance française à Montréal en 1997. Il détient également le trophée Cator pour l'ensemble de son œuvre. Il est membre directeur des Éditions françaises du Canada (1970), et membre fondateur, lecteur et membre du conseil d'administration des Éditions de l'Acadie. Il est membre de l'Union des écrivaines et des écrivains québécois (UNEQ), et travaillera notamment en 2005-2006 pour le comité "Langue et souveraineté".

## Œuvres principales

### Romans
- Le Nègre crucifié. Montréal: Éditions Francophone et Nouvelle Optique, 1974; Genève: Éditions Métropolis, 1990  (ISBN 978-2883400085); Montréal/Paris: Balzac, 1994. Preface Keith L. Walker. Montréal Éditions du Marais, 2006 Introduction Keith L. Walker.
- Un Ambassadeur macoute à Montréal. Montréal: Nouvelle Optique, 1979.Montreal, Éditions du Marais. 2011.Postface Peter Klaus, Henri-Dominique Paratte.
- Une Femme muette. Montréal/Paris: Éditions Nouvelle Optique/Silex, 1983.Montréal: Éditions du Marais. 2018. Préface Ginette Adamson.
- La Reine Soleil Levée. Montréal: Éditions Guérin-Littérature, Montréal, 1987; Genève: Metropolis, 1989.
- La Pacotille. Montréal: l'Hexagone, 1991.
- Maître-Clo ou la romance en do mineur. Montréal/Paris: Balzac: 2000.
- Vous n'êtes pas seul. Montréal/Paris: Balzac: 2001.Montreal, Éditions du Marais, 2011.
- Au cœur de l'anoréxie. Montréal: CIDIHCA, 2002.
- Au Bord de la falaise. Montréal: CIDIHCA, 2004.
- Le Bacoulou 2. Montréal: Éditions du Marais, 2018.Préface Danielle Dumontet.

### Théâtre
- Monsieur le Président. Montréal: Éditions du Marais, 2008.

### Nouvelles
- Le Bacoulou. Genève: Éditions Métropolis, Genève, 1998.

### Poésie
- Au milieu des larmes. Port-au-Prince: Togiram Press, 1960.
- Plus large qu'un rêve. Port-au-Prince: Éditions Dorsainvil, 1960.
- La Raison et mon amour. Port-au-Prince: Les Presses Port-au-princiennes, 1961.
- Gladys. Port-au-Prince: Éditions Panorama, 1963.
- Lettre à Montréal. Montréal: Éditions L'Estérel, 1966.
- Dialogue avec mon ombre (chant littéraire). Montréal: Éditions francophones du Canada, 1972.
- Cri pour ne pas crever de honte (chant littéraire). Montréal: Nouvelle Optique, 1982.
- Les Yeux de Natania, poésie par Gérard Étienne. Muse en île 3 (avril 1992): 1-2.
- La Charte des crépuscules, Œuvres poétiques (1960-1980). Moncton: Éditions D'Acadie, 1993.
- Embargo. Numéro spécial, "Présence d'Haïti". Sapriphage. 22 (été-automne 1994): 47-49.
- Natania Montreal Éditions du Marais,2008): 112

### Essais
- Essai sur la négritude, Port-au-Prince: Éditions Panorama, 1962.
- Le Nationalisme dans la littérature haïtienne. Éditions Lycée Pétionville, 1964.
- La vie et l'œuvre de Franck Fouché. Présence Francophone 16 (printemps 1978): 191-99.
- La Femme noire dans le discours littéraire haïtien. Présence francophone 16 (printemps 1978).
- Le vaudou centrons le ballon selon les règles du jeu. Haïti-Progrès (13-19 février 1985): 11-18.
- La Question raciale et raciste dans le roman québécois (essai d'anthroposémiologie et sémiotique appliquée). Montréal: Éditions Balzac, 1995.
- La Femme noire dans le discours littéraire haïtien, éléments d'anthroposémiologie (avec François Soeler). Montréal/Paris: Éditions Balzac/Le Griot, 1998.
- L'Injustice, la désinformation, le mépris de la loi. Montréal: Humanitas, 1998.
- Hervé Lebreton et la poétique de la femme. Miami: ÉducaVision, 2006.
- Le Créole, une langue....Editions du Marais, Montréal

### Interviews
- Jean Jonassaint. Le pouvoir des mots, les maux du pouvoir. Paris-Montréal: Éditions de l'Arcantère / Les Presses de l'Université de Montréal, 1986: 59-76.
- Charles Rowell. The Literature and Culture, Gérard Étienne. Trad. Amos McRae, Jr. Callaloo 15.2 (Spring 1992): 498-500.
- Ghila Sroka dans La tribune juive: Interview réalisée en automne 2001 « Gérard Étienne: le juif nègre »

### À paraître
- La guerrière de Saint-Domingue.Editions du Marais. Montréal.

## Monographies et articles sur l'œuvre de Gérard Étienne

### Ouvrage collectif
- Dumontet, Danielle, éd. L'Esthétique du choc: Gérard Étienne ou l'écriture haïtienne au Québec. New York: Peter Lang, 2003.

### Études
- Adamson, Ginette. "Une femme muette de Gérard Étienne: un plaidoyer pour la femme noire." LittéRéalité 10.1 (printemps 1998): 97-105.

- Andrews, Mark. "L'écriture aux abois: assiègement et résistance dans l'œuvre de Gérard Étienne." Écrire en pays assiégé – Haïti – Writing Under Siege. Marie-Agnès Sourieau et Kathleen M. Balutansky, éds. Amsterdam/New York: Rodopi, 2004, 405-422.

- Beauquis, Corinne. "Mourir est-il vraiment beau ? L'ecritorture de Gérard Étienne." French Literature Series 32 (2005): 45-57.

- Boisvert, Jayne R. "Images of Gé Rouge in Étienne's La Femme muette and in Desquiron's Les Chemins de Loco-Miroir". Journal of Haitian Studies 11.1 (Spring 2005): 46-56.

- Coates, Carrol F. "Three Fictional Views of Duvalierist Haïti." Vèvè A. Clark, éd. Haïtian Studies Association Proceedings. Second Annual Conference, June 15-16, 1990 Tufts University: 180-192.

- Des Rosiers, Joël. "Opus nigrum ou éloge de la douleur. " Lettres Québécoises 72 (hiver-printemps 1992). Remanié et publié sous le même titre comme le chapitre 4 des Théories Caraïbes de Joël des Rosiers. Montréal: Triptyque, 1996: 32-37.

- Dodard, Antoine. "Le Nègre crucifié en procès". Présence Haïtienne 4 (novembre-décembre 1975): 31-35.

- Fardin, Dieudonné. "Vision et volupté ininterrompues dans l'œuvre du poète G. Étienne". Le Petit Samedi Soir 21 (7 juillet 1973): 6-17.

- Glover Cunnigham, William. "From Felix Morrisseau-Leroy to Josaphat-Robert Large : The Greatest Haitian Poets and Writers of the True Modernism Period." Utah Foreign Language Review. Special issue (1994-1995).

- Hewitt, Leah D. "La créolité 'Haïtian Style'." Penser la créolité, sous la direction de Maryse Condé et Madeleine Cottenet-Hage. Paris: Éditions Karthala, 1995: 237-249, p. 243.

- Jonassaint, Jean. "Haitian Writers in Exile: A Survey of North America." Caribbean Quarterly 27.4 (December 1981): 13-20.

- Jonassaint, Jean. "Des romanciers (haïtiens) de l'exil nord-américain." Mot pour Mot 11 (1983): 19-23.
- Klaus, Peter. “La Romance en do mineur de Maître Clo de Gérard Étienne”. À la carte. Le roman québécois (2000-2005). Sous la direction de Gilles Dupuis et Klaus-Dieter Ertler. Francfort: Peter Lang, 2007: 137-155.

- Laraque, Franck. "Gérard Étienne ou le nègre crucifié." La Revue de l'Université de Moncton 10.3 (décembre 1977): 139-144.

- LeRumeur, Dominique. "Diaspora et re-naissance: Gérard Étienne et l'Acadie". Études Canadiennes. Revue Interdisciplinaire des Études Canadiennes en France (Maison des Sciences de l'Homme de l'Aquitaine, Talence) 37 (1994): 407-414.

- LeRumeur, Dominique. "La femme dans l'univers romanesque de Gérard Étienne". Francographies (1993): 5-15.

- LeRumeur, Dominique. "Exil et terre natale: La Pacotille de Gérard Étienne". Littératures Francophones. (Espagne) (1996): 93-99.

- Matei, Alexandru. "Le Nègre crucifié de Gérard Etienne, une sorte d’éloquence rageuse. La voix qui crie, la main qui écrit", dans Najib Redouane et Yvette Benayoun Szmidt, L'œuvre romanesque de Gérard Étienne. Écrits d’un révolutionnaire, Paris, L’Harmattan, 2011, p. 35-57

- Paratte, Henri-Dominique. "Un Ambassadeur macoute à Montréal". Présence francophone 20 (printemps 1980): 188-192.

- Prophète, Jean. "Le regard de l'étranger et le roman haïtien". Collectif Paroles 24 (juillet/août 1983): 20-23.

- Prophète, Jean L. "L'écriture, le style, l'homme: Gérard Étienne ou l'esthétique du choc." Francographies numéro spécial 2 (1999): 83-88.

- Sherry, Simon. "The Geopolitics of Sex, or Signs of Culture in the Quebec Novel". Essays on Canadian Writings 4 (Spring 1990): 44-49.

- Sourieau, Marie-Agnès. "La cruxi-fiction de Gérard Étienne: une poétique de l'abjection". Francographies 10 (2001): 63-74.

- Vanasse, André. "Le Syndrome professoral". Voix et Images 10.1 (automne 1984): 163-67.

- Vitiello, Joëlle. "Poétique haïtienne-québécoise dans les œuvres de D. Laferrière, E. Ollivier, G. Étienne". Poétiques et imaginaires; Francopolyphonie littéraire des Amériques. Sous la direction de Pierre Laurette et Hans-George Ruprecht. Paris: L'Harmattan, 1995: 349-59.

- Walker, Keith L. "Words Proferred in Pain: Gérard Étienne, Shame, and the Counterconfession." Countermodernism and Francophone Literary Culture; the Game of Slipknot. Durham: Duke University Press, 1999: 213-265.

- Walker, Keith L. "Immigritude or the Pitfalls of Haitian Exilic Experience: The cases of Gérard Étienne and Emile Ollivier". Textualizing the Immigrant Experience in Contemporary Quebec. Susan Ireland, ed. Westport, CT: Greenwood Press: 2004.

### Comptes-rendus sélectionnés

#### sur Le Nègre crucifié
- Dalembert, Louis-Philippe. "Le nègre crucifié." Notre Librairie 104 (janvier-mars 1991): 130-31.
- Ferdinand, Joseph. "Le nouvel énoncé politique du récit haïtien (I)." Collectif Paroles 22 (mars-avril 1983): 15-19.

#### sur Un Ambassadeur macoute à Montréal
- Hoffmann, Léon-François. "Le roman haïtien des dix dernières années". Notre Librairie 104 (janvier-mars 1991): 26-36 (27).
- Klaus, Peter G. "Une parabole du colonialisme à l'envers. Un ambassadeur macoute à Montréal, de Gérard Étienne." Québec Studies 20 (Spring-Summer 1995): 27-34.
- Laroche, Maximilien. "Qu'est ce que la littérature haïtienne?" Présence francophone 26 (1985): 77-91.
- Paratte, Henri-Dominique. "Gérard Étienne, Un ambassadeur macoute à Montréal." Présence francophone 20 (printemps 1980): 188-92.
- Rey-Charlier, Ghislaine. "Notes de lecture, Un ambassadeur macoute à Montréal de Gérard Étienne". Collectif Paroles 6 (juin 1980): 33-34.

#### sur Reine Soleil Levée
- Dalembert, Louis-Philippe. "Gérard Étienne: La Reine Soleil levée." Notre Librairie 104 (janvier-mars 1991): 131-132.
- Ethier-Blais, Jean. "Une histoire haïtienne faite de bruit et de fureur". Le Devoir (5 mars 1988): 8.

#### sur La Pacotille
- Egloff, Karin. "Étienne, Gérard, La Pacotille." The French Review 66.4 (March 1993): 685.
- Voisard, Anne-Marie. "La Pacotille - Il vaut la peine d'essayer d'apprivoiser la bête." Le Soleil 12 octobre 1991: C9.

## Traductions

### auf Deutsch
- * Der Aufstand der Sonnenkönigin. Trad. Giò Waeckerlin Induni. Schönbach, Hannover 1990
  - (de) Holger G. Ehling: Sklaven des Glaubens. Gerard Etienne, Autor aus Haiti, sprach über sein Land. Frankfurter Rundschau, 24 juin, 1992
  - (de) Christiane Schott: Ein Segel aus gesponnenem Zucker. Für die ‚Kreolisierung‘ der Literatur: Die Schriftsteller der französischen Antillen auf dem Weg zu einer Welt ohne Grenzen, Deutsches Allgemeines Sonntagsblatt, 1er juillet, 1994

### in English
- Crucified in Haiti Translated by Claudia Harry. Introduction Keith l" Walker. Edition du Marais. 2006é
- "A Scream Not to Die of Shame." Trad. Henri Dominique Paratte. Poésie acadienne contemporaine: Acadian Poetry Now. Moncton/Charlottetown: Éditions Perce-Neige/Ragweed Press, P.E.I., 1985.
- "From The Queen Sun Rises". Trad. Carrol F. Coates. Callaloo 15.2 (spring 1992): 498-505. (Précédé d'un entretien avec Gérard Étienne, Trad. B. McRae Amos, Jr.).
- La Pacotille (chapitre 11). Trad. Keith L. Walker. Fiery Spirits, Canadian Writers of African Descent. Ed. Ayanna Black. Toronto: Harper Collins, 1994: 100-124 et 360-361.
- La Pacotille (chapitre 11, 2e partie). Trad. Keith L. Walker. Eyeing to the North Star. Ed. George Eliott Clark. Toronto: McClelland & Stewart, 1997: 19-25.
- La Pacotille (chapitre 9). Trad. Keith L. Walker. La Revue Noire (été 1998).
- "Ah my love flutters". Unfinished Dreams Contemporary Poetry of Acadie. Fred Cogowell et Jo-Anne Elder, traducteur et éditeurs. Fredericton: Goose Lane, 1990: 85-90.
- Crucified in Haiti. Trad. Claudia Harris, Introduction by Keith Walker. Montréal: Du Marais, 2006.

### in italiano
- Regina Sol Levante, a cura di Lorenza Zanardi. Prefazione di Alba Pessini. Milano: Aquilegia Edizioni, 2003.

### em português
- Una Muher Calada Trad. Zila Bernd. Bahia: Federal do Rio Grande Do Sul, Editora da Universidade, 1987. 165 p.

### en español
- NataniaTraducido B. Coca Mendez Universidad de Valladolid (Espana) Edition du Marais, 2018. 112 p.